# Sárosmező
Sárosmező (1899-ig Sáros-Polyánka, szlovákul: Blatná Polianka) község Szlovákiában, a Kassai kerület Szobránci járásában.

## Fekvése
Szobránctól 10 km-re délnyugatra, az Okna-patak partján fekszik.

## Története
1417-ben szerepel először írásos dokumentumban. 1670-ben kétszintes udvarházat említenek itt.
A 18. század végén, 1799-ben Vályi András így ír róla: „Sáros Polyánka. Tót falu Ungvár Vármegyében, földes Urai több Uraságok, lakosai katolikusok, és másfélék is, fekszik Tibéhez közel, mellynek filiája, határja is hozzá hasonlító.”
Fényes Elek 1851-ben kiadott geográfiai szótárában így ír a faluról: „Polyánka (Sáros), magyar f., Sáros vgyében, ut. p. Szobránczhoz dél-nyugotra 1 1/2 órányira: 31 rom., 16 gör. kath., 253 ref., 35 zsidó lak. Szép erdő. Jó föld és rét. F. u. Viczmándy, Szemere, Pribék, Orosz, Papanek, gr. Barkóczy, Karner, Horváth.”
A trianoni diktátumig Ung vármegye Szobránci járásához tartozott, majd az újonnan létrehozott csehszlovák államhoz csatolták. 1938 és 1945 között ismét Magyarország része.

## Népessége
| Év:            | 1994. | 2004.   | 2014.   | 2024.   |
| -------------- | ----- | ------- | ------- | ------- |
| Emberek száma: | 190   | 173     | 167     | 172     |
| Eltérés:       |       | -8,94 % | -3,46 % | +2,99 % |

| Év:            | 2023. | 2024.   |
| -------------- | ----- | ------- |
| Emberek száma: | 177   | 172     |
| Eltérés:       |       | -2,82 % |

1910-ben 452, túlnyomórészt szlovák anyanyelvű lakosa volt.
2001-ben 182 lakosából 181 szlovák volt.
2011-ben 169 szlovák lakta.

## Nevezetességek
- A 16. és a 17. századból származó, mintegy másfél kilogrammnyi arany- és ezüstpénz került elő a község területén 1966 tavaszán.